# Brunon Bukowski
Brunon Bukowski (ur. 5 października 1922 w Gnieźnie, zm. 25 marca 1997 w Łodzi) – polski aktor teatralny i filmowy.

## Kariera aktorska
W swojej karierze aktorskiej występował w następujących teatrach:
- Teatr Miejski w Gnieźnie (1948-1952)
- Teatr Ziemi Lubuskiej w Zielonej Górze (1952-1953)
- Teatr Ziemi Łódzkiej (1953-1957)
- Teatr Powszechny w Łodzi (1957-1990)

## Filmografia
- 1973: Czarne chmury − Kleczkowski (odc. 4)
- 1978: Rodzina Połanieckich (odc. 6)
- 1981: Najdłuższa wojna nowoczesnej Europy (odc. 8)
- 1981: Fantazja dur-moll
- 1984: Alabama − lekarz dyżurny
- 1986: Kryptonim Turyści − pułkownik kontrwywiadu
- 1987: Ucieczka z miejsc ukochanych − ksiądz-nauczyciel (odc. 2 i 3)
- 1987: Trójkąt bermudzki
- 1987: Mr Tański
- 1987: Gdańsk 39
- 1989: Co lubią tygrysy
- 1992: Daens − członek komitetu

## Nagrody i odznaczenia
- Srebrny Krzyż Zasługi (1956)
- Odznaka tysiąclecia (1965)
- Krzyż Kawalerski Orderu Odrodzenia Polski (1979)
- Odznaka honorowa miasta Łodzi (1980)
- Odznaka Zasłużony Działacz Kultury (1982)
- Medal 40-lecia Polski Ludowej (1985)